# The Defender (film 2004)
The Defender è un film del 2004 diretto ed interpretato da  Dolph Lundgren. Il film segna il suo debutto alla regia.

## Trama
Gli Stati Uniti hanno dichiarato guerra al terrorismo e soprattutto alla spietato Mohamed Jamar. Nel frattempo il presidente degli Usa si reca in Romania per un incontro segreto. Con lui viaggiano Lance Rockford, veterano della guerra del Golfo, e pochi altri agenti: ma le cose vanno per il verso sbagliato...